# ألكسندر تاتارسكاي
ألكسندر تاتارسكاي (ولد في 11 ديسمبر 1950 في كييف، الاتحاد السوفيتي – توفي في 22 يوليو 2007 في موسكو، روسيا) هو مخرج وكاتب سيناريو ومنتج ورسام رسوم متحركة سوفيتي/روسي من أصل أوكراني. حاز على جائزة بريميو الاتحاد الروسي في مجال "الأدب والفنون"، وهي جائزة نيكا (Nika Award). أسس في عام 1988 استوديو للرسوم المتحركة في موسكو يدعى بلوت (Pilot)، وكان أول استوديو سينمائي مستقل في روسيا ما بعد الاتحاد السوفيتي.

## روابط خارجية
- ألكسندر تاتارسكاي على موقع IMDb (الإنجليزية)
- ألكسندر تاتارسكاي على موقع قاعدة بيانات الفيلم (الإنجليزية)
- ألكسندر تاتارسكاي على موقع كينوبويسك (الروسية)